# Formato RIS
RIS es un formato estandarizado de etiquetas desarrollado por Research Information Systems Incorporated (el nombre del formato hace referencia a la empresa) para permitir que las aplicaciones de gestión de referencias bibliográficas intercambien datos. Cuenta con el apoyo de los gestores de referencias, ya que las aplicaciones de gestión de referencias como Zotero, JabRef, Citavi, Papers, BibDesk, RefWorks, Mendeley y EndNote tienen entre sus funcionalidades la exportación e importación de ficheros con este formato. La mayoría de las bibliotecas digitales, como IEEE Xplore, Scopus, ACM Portal, ScienceDirect o SpringerLink, y los catálogos en línea de las bibliotecas pueden exportar datos de referencias en este formato. 

## Formato
El formato RIS es un formato de datos etiquetados para referencias bibliográficas. Cada etiqueta está formada por dos letras, dos espacios y un guion. De acuerdo con las especificaciones, las líneas deben terminar con los caracteres ASCII de retorno de carro y avance de línea en Microsoft Windows, mientras que en otros sistemas operativos como Unix, el final de la línea se marca sólo con salto de línea.
En un solo archivo RIS puede incluirse múltiples registros de referencias. Un registro termina con una etiqueta ER - sin líneas en blanco adicionales entre los registros.

### Registro de ejemplo
Este es un ejemplo de datos etiquetados en RIS, correspondientes al artículo de Claude E. Shannon. A mathematical theory of communication. Bell System Technical Journal, 27:379–423, July 1948":
```
TY  - JOUR
AU  - Shannon, Claude E.
PY  - 1948
DA  - July
TI  - A Mathematical Theory of Communication
T2  - Bell System Technical Journal
SP  - 379
EP  - 423
VL  - 27
ER  - 

```

### Ejemplo de formato de registro múltiple
Este es un ejemplo de cómo se etiquetarían dos registros de citas en un solo archivo RIS. El primer registro termina con ER - y el segundo registro comienza con TY - JOUR:
```
TY  - JOUR
AU  - Shannon, Claude E.
PY  - 1948
DA  - July
TI  - A Mathematical Theory of Communication
T2  - Bell System Technical Journal
SP  - 379
EP  - 423
VL  - 27
ER  - 
TY  - JOUR
T1  - On computable numbers, with an application to the Entscheidungsproblem
A1  - Turing, Alan Mathison
JO  - Proc. of London Mathematical Society
VL  - 47
IS  - 1
SP  - 230
EP  - 265
Y1  - 1937
ER  - 

```

## Etiquetas
Hay dos versiones principales de la especificación RIS. La segunda versión, presentada a fines de 2011, tiene diferentes listas de etiquetas para cada tipo de registro, a veces con diferentes significados. La siguiente tabla muestra un extracto de las principales etiquetas RIS, de ambas versiones. Excepto TY - y ER -, el orden de las etiquetas es libre y su inclusión es opcional.
| Etiqueta | Significado |
| -------- | --- |
| TY       | Type of reference (must be the first tag) |
| A1       | Primary Authors (each author on its own line preceded by the A1 tag) |
| A2       | Secondary Authors (each author on its own line preceded by the A2 tag) |
| A3       | Tertiary Authors (each author on its own line preceded by the A3 tag) |
| A4       | Subsidiary Authors (each author on its own line preceded by the A4 tag) |
| AB       | Abstract |
| AD       | Author Address |
| AN       | Accession Number |
| AU       | Author (each author on its own line preceded by the AU tag) |
| AV       | Location in Archives |
| BT       | This field maps to T2 for all reference types except for Whole Book and Unpublished Work references. It can contain alphanumeric characters. There is no practical limit to the length of this field. |
| C1       | Custom 1 |
| C2       | Custom 2 |
| C3       | Custom 3 |
| C4       | Custom 4 |
| C5       | Custom 5 |
| C6       | Custom 6 |
| C7       | Custom 7 |
| C8       | Custom 8 |
| CA       | Caption |
| CN       | Call Number |
| CP       | This field can contain alphanumeric characters. There is no practical limit to the length of this field. |
| CT       | Title of unpublished reference |
| CY       | Place Published |
| DA       | Date |
| DB       | Name of Database |
| DO       | DOI |
| DP       | Database Provider |
| ED       | Editor |
| EP       | End Page |
| ET       | Edition |
| ID       | Reference ID |
| IS       | Issue number |
| J1       | Periodical name: user abbreviation 1. This is an alphanumeric field of up to 255 characters. |
| J2       | Alternate Title (this field is used for the abbreviated title of a book or journal name, the latter mapped to T2) |
| JA       | Periodical name: standard abbreviation. This is the periodical in which the article was (or is to be, in the case of in-press references) published. This is an alphanumeric field of up to 255 characters. |
| JF       | Journal/Periodical name: full format. This is an alphanumeric field of up to 255 characters. |
| JO       | Journal/Periodical name: full format. This is an alphanumeric field of up to 255 characters. |
| KW       | Keywords (keywords should be entered each on its own line preceded by the tag) |
| L1       | Link to PDF. There is no practical limit to the length of this field. URL addresses can be entered individually, one per tag or multiple addresses can be entered on one line using a semi-colon as a separator. These links should end with a file name, and not simply a landing page. Use the UR tag for URL links. |
| L2       | Link to Full-text. There is no practical limit to the length of this field. URL addresses can be entered individually, one per tag or multiple addresses can be entered on one line using a semi-colon as a separator.                                                                                                 |
| L3       | Related Records. There is no practical limit to the length of this field. |
| L4       | Image(s). There is no practical limit to the length of this field. |
| LA       | Language |
| LB       | Label |
| LK       | Website Link |
| M1       | Number |
| M2       | |

## Tipo de Referencia
El tipo de referencia precedida por la etiqueta TY - puede abreviarse:
| Abreviatura | Tipo                                  |
| ----------- | ------------------------------------- |
| ABST        | Resumen                               |
| ADVS        | Material audiovisual                  |
| AGGR        | Base de datos agregada                |
| ANCIENT     | Texto antiguo                         |
| ART         | obra de arte                          |
| BILL        | Factura                               |
| BLOG        | Blog                                  |
| BOOK        | libro                                 |
| CASE        | Caso legal                            |
| CHAP        | Capítulo de libro                     |
| CHART       | Gráfico                               |
| CLSWK       | Obra clásica                          |
| COMP        | Programa de computadora               |
| CONF        | Actas de conferencias o congresos     |
| CPAPER      | Comunicación a congreso o conferencia |
| CTLG        | Catalogación                          |
| DATA        | Archivo de datos                      |
| DBASE       | Base de datos en línea                |
| DICT        | Diccionario                           |
| EBOOK       | Libro electrónico                     |
| ECHAP       | Sección de Libros Electrónicos        |
| EDBOOK      | Libro editado                         |
| EJOUR       | Artículo electrónico                  |
| ELEC        | Cita de página web                    |
| ENCYC       | Enciclopedia                          |
| EQUA        | Ecuación                              |
| FIGURE      | Figura                                |
| GEN         | Genérico                              |
| GOVDOC      | Documento gubernamental               |
| GRNT        | BeCA                                  |
| HEAR        | Audiencia                             |
| ICOMM       | Comunicación por Internet             |
| INPR        | En prensa                             |
| JFULL       | Revista completa                      |
| JOUR        | Artículo en revista                   |
| LEGAL       | Norma jurídica o reglamento           |
| MANSCPT     | Manuscrito                            |
| MAP         | Mapa                                  |
| MGZN        | Artículo en magazine                  |
| MPCT        | Imagen en movimiento                  |
| MULTI       | Multimedia en línea                   |
| MUSIC       | Partitura musical                     |
| NEWS        | Artículo de periódico                 |
| PAMP        | Folleto                               |
| PAT         | Patente                               |
| PCOMM       | Comunicación personal                 |
| POD         | Podcast                               |
| PRESS       | Nota de prensa                        |
| RPRT        | Informe                               |
| SER         | Publicación seriada                   |
| SLIDE       | Diapositiva                           |
| SOUND       | Grabación de sonido                   |
| STAND       | Estándar                              |
| STAT        | Estatuto                              |
| THES        | Tesis/Disertación                     |
| UNBILL      | Proyecto de ley no promulgado         |
| UNPB / UNPD | Obra inédita                          |
| VIDEO       | Grabación de vídeo                    |
| WEB         | Página web                            |